# Wifey Away, Hubby at Play
Wifey Away, Hubby at Play è un cortometraggio muto del 1909. Il nome del regista non viene riportato nei credit del film.

## Trama
Marito e moglie si separano quando la signora si reca in vacanza in campagna. La separazione sembra straziare l'uomo ma, quando la moglie finalmente se n'è andata, lui si incontra con un'allegra ballerinetta. Quando la moglie riceve una lettera dal marito nella quale lui le dichiara il suo amore e il dolore per la sua mancanza, la donna decide di tornare subito a casa. Avrà la sorpresa di non trovare il marito solo.

## Produzione
Il film fu prodotto dalla Lubin Manufacturing Company.

## Distribuzione
Distribuito dalla Lubin Manufacturing Company, il film - un breve cortometraggio della lunghezza di 97,5 metri - uscì nelle sale cinematografiche statunitensi il 23 agosto 1909. Nelle proiezioni, veniva programmato con il sistema dello split reel, accorpato in un'unica bobina con un altro cortometraggio prodotto dalla Lubin, Before the Dawn.